# Albertus de Graaf

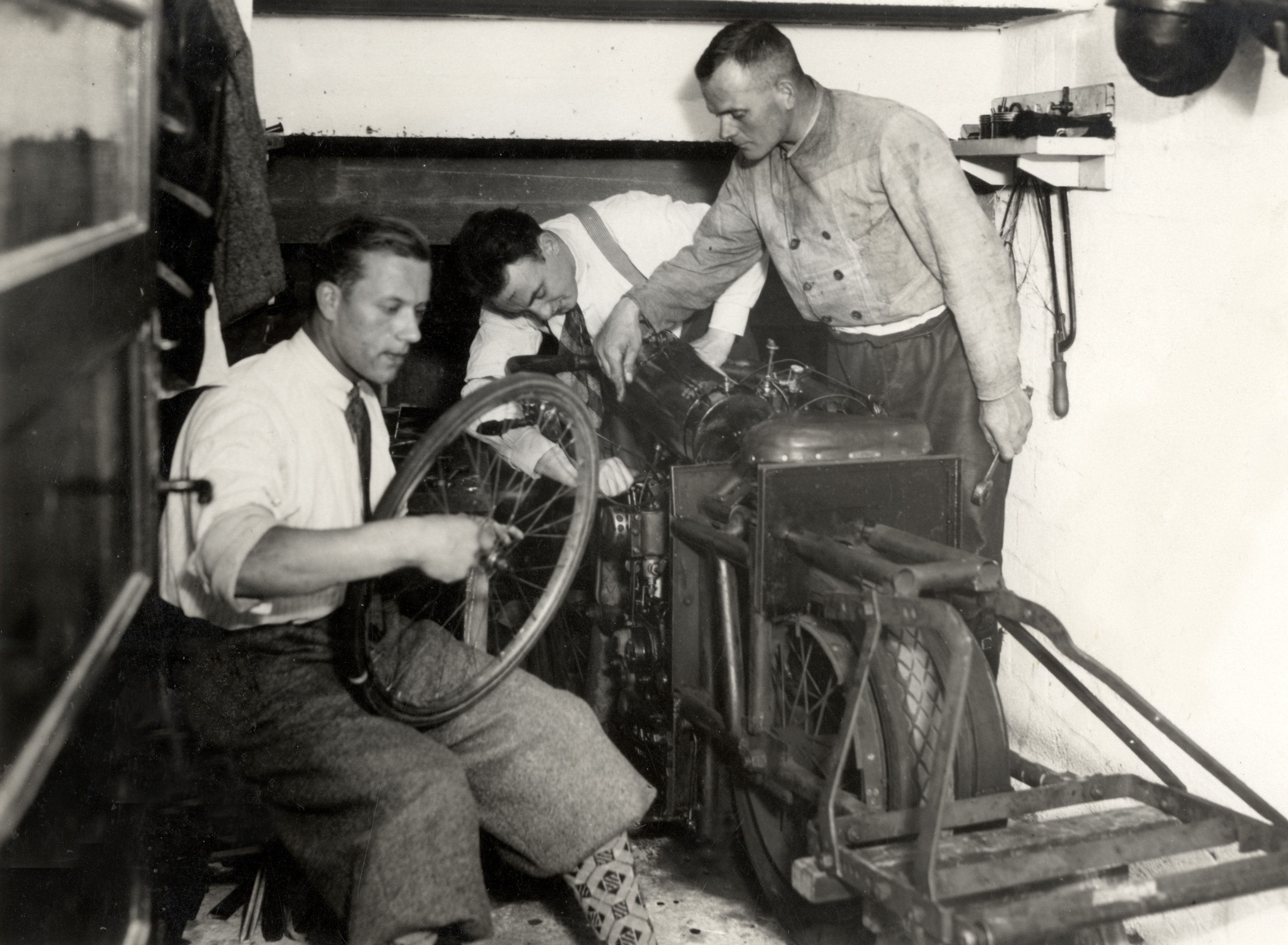
Bertus de Graaf (l.) bei den niederländischen Bahn-Meisterschaften 1931 in Amsterdam mit seinem Schrittmacher Frits Wiersma

Albertus „Bertus“ de Graaf (* 21. Dezember 1907 in Amsterdam; † 26. Mai 1989) war ein niederländischer Bahnradsportler und Schrittmacher.
1929 wurde Bertus de Graaf niederländischer Steher-Meister der Amateure. Von 1933 bis 1940 war er Profi. 1933 wurde er niederländischer Meister der Profi-Steher und 1937 Dritter.
Nach dem Ende seiner Laufbahn als Bahnfahrer wurde de Graaf Schrittmacher. 1961 führte de Graaf seinen Landsmann Leendert van der Meulen zum WM-Titel der Amateure und 1969 Jacob Oudkerk zum Weltmeistertitel der Profis. Außerdem erreichte er zahlreiche weitere Podiumsplätze bei nationalen sowie internationalen Meisterschaften und gehörte bis in die 1970er Jahre hinein zu den besten Schrittmachern Europas.